# 五辻俊雅
五辻 俊雅（いつつじ としまさ）は、鎌倉時代後期の公卿。参議・五辻経氏の子。官位は従二位・参議、右衛門督。初名は俊経。

## 後醍醐天皇と後伏見天皇の外戚家
父・経氏と祖父・忠継のどちらも極位極官は従三位参議であった。俊雅も議政官としては参議以上に進めず父と同様に参議在任も短期間であった。しかし、参議を辞してから右衛門督に任ぜられた例は少ない上に、最終的には従二位に至って父と祖父の位階を越えた。

## 経歴
以下、『公卿補任』と『尊卑分脈』の内容に従って記述する。
- 建治元年（1275年）10月8日、叙爵。
- 弘安2年（1279年）1月5日、従五位上に昇叙。同年12月14日に侍従に任ぜられる。
- 弘安5年（1282年）9月9日、正五位下に昇叙。
- 弘安6年（1283年）4月5日、左少将に任ぜられる。
- 弘安7年（1284年）1月6日、従四位下に昇叙。同月13日には左少将に還任。
- 弘安8年（1285年）3月6日、従四位上に昇叙。同月9日、父・経氏の薨去により喪に服す。同年6月26日には復任する。
- 正応元年（1288年）6月29日、解官されるが、9月12日には左少将に復任する。
- 正応2年（1289年）1月13日、正四位下に昇叙。同年4月29日、左中将に転任。
- 正安2年（1299年）4月7日、蔵人頭に補される。同年12月22日、参議に任ぜられる。
- 正安3年（1300年）4月5日、参議を辞退し従三位に叙される。
- 乾元元年（1302年）11月4日、右衛門督に任ぜられる。
- 嘉元2年（1304年）6月6日、右衛門督を止める。
- 徳治2年（1307年）11月1日、正三位に昇叙。
- 延慶3年（1310年）5月11日、従二位に昇叙。
- 応長元年（1311年）5月22日、薨去。享年43または40とも。

## 系譜
- 父：五辻経氏
- 母：惟宗行経の娘
- 妻：不詳
  - 男子：五辻俊氏